# ハマヤ
ハマヤ株式会社（HAMAYA Co., Ltd.）は、大阪府大阪市中央区瓦屋町に本社を置く、コーヒーの輸入・加工・販売を主とする専門商社である。1924年2月4日創業。

## 概要
1924年に大阪市西区で創業、1928年に合名会社ハマヤ商店に改組してコーヒーの製造・販売を開始、1947年にハマヤ株式会社に改組した。
主にレギュラーコーヒー用のコーヒー豆の輸入・加工（焙煎、粉砕、包装など）・販売を一貫して行っている。喫茶店に提供する問屋への卸売りだけでなく、百貨店・量販店・オンラインショップによる個人客への小売り、直営喫茶店によるコーヒーの提供も行っている。

## 沿革
- 1924年 - 大阪市西区で創業
- 1928年 - 合名会社ハマヤ商店に改組。ミスジ印コーヒーを製造・販売
- 1947年 - ハマヤ株式会社に改組。家庭用コーヒーの普及を図るべく百貨店取引部門を強化・拡充
- 1948年 - ミスジ印コーヒー・紅茶・ココア・コーヒーシロップの製造を再開
- 1956年 - 高知営業所を開設
- 1957年 - 名古屋営業所を開設
- 1967年 - 伊丹工場を建設
- 1968年 - 高松営業所を開設
- 1969年 - 資本金2,000万円に増資
- 1970年 - 大阪万博・ブラジルパビリオンで出店。資本金4,500万円に増資。新製品HA7コーヒー・紅茶の製造・販売を開始。本社ビル完成
- 1971年 - 資本金6,000万円に増資。洋酒の輸入・販売を開始
- 1972年 - 広島営業所を開設
- 1973年 - 資本金1億1,000万円に増資。ハマヤフーヅサービス株式会社設立。札幌営業所を開設
- 1974年 - スコッチウイスキー「フェイマスグラウス」の販売を開始
- 1975年 - 資本金1億4,000万円に増資。伊丹工場内に配送センター開設。マウンテンゴールド・インスタントコーヒー製造・販売開始
- 1978年 - 資本金1億5,400万円に増資。徳島営業所を新築
- 1979年 - 資本金2億3,100万円に増資
- 1980年 - 松山営業所を開設。伊丹工場を増設。東京営業所を新築。カントリーメイド・インスタントコーヒー製造・販売開始
- 1984年 - カフェフローリアンドリップコーヒー販売開始
- 1985年 - CI導入、HAMAYAブランドスタート
- 1987年 - HAMAYAブランドレギュラーコーヒー、炭焼珈琲販売開始
- 1989年 - 名古屋営業所を移転増設
- 1991年 - スーパーカセットコーヒー販売開始
- 1994年 - リッジウェイ紅茶の販売を開始
- 1995年 - 徳島市に四国工場・徳島営業所を新築
- 1997年 - 東京営業所を移転・増床新築
- 1998年 - ドリップ21カフェ新発売
- 2001年 - 伊丹工場・四国工場にて有機JAS認証取得
- 2002年 - ドリップ21カフェ／アイスブレンド新発売
- 2003年 - ISO9001認証取得（登録事業所：伊丹工場）
- 2004年 - 創業８０周年。伊丹市に関西工場を新築（10月1日稼働）
- 2006年 - WEB通信販売を導入。関西工場にて有機JAS認証取得
- 2007年 - レインフォレスト・アライアンス認証コーヒー取扱開始
- 2009年 - ハマヤ珈琲株式会社（本社：東京）と合併。松山営業所を新築。資本金2億3,638万円に増資。Precious Stage Regular Coffeeシリーズ販売開始
- 2010年 - コスタリカ ラ・ピカフロール、グァテマラ ブルーアヤルサ、インドネシア マンデリン カロ、販売開始
- 2012年 - ステットラー チョコレート輸入・販売を開始。名古屋営業所を移転
- 2013年 - 関西工場にて、食品安全マネジメントシステム『FSSC22000』認証取得
- 2014年 - 高知大丸 リニューアルオープン（直営ショップ）
- 2015年 - 阪神百貨店うめだ本店 地下1階 リニューアルオープン（直営ショップ）
- 2016年 - あべのハルカス近鉄本店 ウイング館 地下2階 リニューアルオープン（直営ショップ）
- 2017年 - 京阪百貨店 くずはモール店 1階 オープン（直営ショップ）
- 2018年 - 神奈川県平塚市に湘南工場を新築（10月19日稼働）。阪神百貨店うめだ本店 第一期棟オープン 地下1階 店舗移動（直営ショップ）
- 2019年 - 湘南工場にて、食品安全マネジメントシステム『FSSC22000』認証取得。大丸心斎橋店 地下2階 フードホール リニューアルオープン
- 2020年 - 神戸阪急 新館地下1階 開店（直営ショップ）